# 郑姓
鄭姓 係一個漢姓，在中國《百家姓》中排第7位。按照人数来算，现今在中国大陆排名第21位，在台湾排名第12位，在韩国排名第5位。

## 中文的鄭姓

### 淵源
- 出自姬姓。依照《姓纂》上的說法，「周厲王少子友，受封於鄭（在今陝西省華縣西北），是為桓公。生武公，與晉文侯夾輔平王東遷於洛陽，因徙溱、洧之間（今河南省境），謂之新鄭，傳十三世至幽公，為韓所滅，子孫再播遷陳宋之間（地跨河南、安徽、江蘇三省），以國為氏」。公元前806年，周宣王封周厉王少子于郑，建立了西周的最后一个诸侯国郑国。公元前375年被韩国消灭，其子孙搬迁到今天的河南淮阳和商丘之间，以原国名为姓。
- 源自子姓，宋國的公族者，是子姓一支的後裔[1]。
- 源自鄚姓，郑愔原本姓鄚，后改姓郑，混入荥阳郑氏[2]。
- 源自廩君蠻，巴郡南郡蠻，本有五個姓氏皆出于武落鍾離山，鄭氏是其中之一的姓氏[3]。
- 源自粟特人，南北朝时期有粟特人郑盘陁，其后裔冒姓郑，混入荥阳郑氏北祖[4][5]。

### 堂號
- 滎陽堂：據《新唐書·宰相世系表》稱，鄭當時為漢大司農，居滎陽。鄭當時六世孫鄭徲，漢末自陳遷居今河南開封，晉朝時置滎陽郡，鄭氏一族遂以「滎陽」為郡望。
- 博經堂：東漢鄭玄，博覽群經，幾千人從遠方來拜他為師。西漢時期的讀書人大都專治一經，鄭玄卻獨自力主博通。
- 安遠堂：漢宣帝時，鄭吉為侍郎，那時外侮屢屢來犯，鄭吉打敗了車師，使日逐投降。於是皇帝提他當司馬。爲了西方國境的安全，又派他為西域都護，封安遠侯。

### 家譜
目前已知的鄭姓家譜，明代以前的都未能保存下來，能夠見到的多是清代和民國時期的家譜。但這些家譜中無不涉及到明代以前的内容，有些還是此前家譜的重修或續修，所以較多地保留了以前的内容。如浦江義門《鄭氏宗譜》，原是在南宋以前家譜的基礎上修撰的，其中還有宋代碩儒歐陽修、朱熹等人的序，但至宋末元初時毀于戰亂，直到元朝中葉時才得以重修。後來在明清和民國時期又14次續修，成爲一部内容完備的家乘譜牒。
今天保存在古今中外不同機構和個人手中的鄭姓家譜，從譜名和修撰時間上看主要的有：
| - 明 - 浦江《鄭氏宗譜》 - 《石井本鄭氏宗族譜》 - 《掌庵譜略》 - 清 - 《包山鄭氏族譜》 - 《鳳山鄭氏族譜》 - 漂邑古瑤《義門鄭氏宗譜》 - 《莆城鄭氏宗譜》 - 《南湖鄭氏大宗譜》 - 《鄭氏大成譜》 - 《慈邑灌浦鄭氏宗譜》 - 《太康鄭氏族譜》 - 《偃師鄭氏家譜》 - 《石馬鄭氏宗譜》 | - 中華民國 - 《南湖鄭氏族譜》 - 《通山鄭氏家譜》 - 《虞山鄭氏支譜》 - 《鄭氏大統宗譜》 - 《如臯鄭氏族譜》 - 《姚江燭溪鄭氏宗譜》 - 《牌前鄭氏宗譜》 - 《永春夾祭鄭氏族譜》 - 《大裏鄭氏家譜》 | - 修撰時代待查 - 《西村鄭氏族譜》 - 《白蒲鄭氏族譜》 - 《沙市鄭氏族譜》 - 《相城鄭氏宗譜》 - 《山東鄭氏世譜》 - 《浦城鄭氏宗譜》 - 《河山鄭氏家譜》 - 《滎陽鄭氏續修大統宗譜》 - 《岵山鄭氏族譜》 - 《永春城關鄭氏族譜》 - 《玉溪鄭氏家譜》 - 《南京鄭氏鹹陽世家宗譜》 - 《深圳水田鄭氏族譜》 |

- 河北甯晉·鄭氏族譜八卷 藏地：中國國家圖書館 中國社會科學院歷史研究所圖書館北京大學河北大學吉林大學 (民國)鄭淩霄纂修 1930年鉛印本八冊
- 山西·洪洞鄭氏族譜二卷 藏地：美國
- (清)鄭止齊等輯清康熙五十二年(1713)菊園刊本 四冊
- 江蘇溧水·鄭氏宗譜一卷 藏地：江蘇溧水縣柘塘鄉富塘村 (民國)鄭謙纂 1924年啓任堂木活字本
- 江蘇·寶應鄭氏家譜八卷 藏地：中國國家圖書館 (清)鄭乾清輯清康熙間刻本
- 江蘇如臯·白蒲鄭氏族譜十四卷首一卷末一卷 藏地：中國國家圖書館 中國社會科學院歷史研究所圖書館人民大學河北大學南京大學美國 (民國)鄭承霖主修 鄭振萬增纂 1926年鉛印本
- 江蘇丹陽·雲陽鄭氏宗譜二十卷 藏地：中國社會科學院歷史研究所圖書館 (清)鄭若蘭主修清同治十一年(1872)孝義堂活字本 二十冊
- 江蘇常州·蘭陵鄭氏宗譜三十卷 藏地：江蘇常州市圖書館 (清)鄭榮佳鄭鍾蓮等修清光緒三年(1877)蘭陵鄭氏敦睦堂木活字本
- 江蘇漂陽·漂邑古瑤義門鄭氏宗譜十六卷 藏地：中國社會科學院歷史研究所圖書館 (清)呂堃生纂修 鄭曜烯協修清光緒二十六年(1900)孔安堂活字本十六冊
- 江蘇無錫·鄭氏大統宗譜二十四卷首一卷 藏地：中國國家圖書館 中國社會科學院歷史研究所圖書館南開大學吉林大學蘇州大學 (民國)鄭炳泉纂修 1940年書帶草堂活字本 二十四冊
- 江蘇宜興·扶風鄭氏宗譜四卷 藏地：美國 (民國)顧士華主修 1914年仁本堂活字本 四冊
- 江蘇常熟·虞山鄭氏支譜十四卷首一卷 藏地：中國社會科學院歷史研究所圖書館人民大學南京市博物館 江蘇常熟市圖 書館(缺卷7—10) (民國)鄭浩文 鄭銘孫校正 1915年活字本
- 江蘇吳縣包山鄭氏族譜不分卷 藏地：江蘇蘇州市圖書館 (清)鄭伯興鄭性學纂修清康熙七年(1668)刻本 一冊
- 江蘇吳縣·包山鄭氏族譜二卷世譜一卷貞節錄一卷 藏地：中國國家圖書館 (清)鄭匡钜纂修清乾隆十六年(1751)續修刻本 四冊
- 江蘇吳縣·包山鄭氏族譜十二卷 藏地：中國國家圖書館 吉林大學 江蘇蘇州市圖書館(缺卷5) (清)鄭謀（王追）重修清光緒二十四年(1898)宗祠刻本 十二冊
- 江蘇吳縣·東山鄭氏世譜八卷首一卷 藏地：中國國家圖書館 吉林大學 上海圖書館 (清)鄭棟修清乾隆四年<1739)刻本濟美堂刻本六冊
- 江蘇吳縣·東山鄭氏世譜八卷首一卷 藏地：中國國家圖書館(殘缺) 人民大學日本 美國 (清)鄭啓俊等續修清乾隆五十六年(179”刻本 六冊
- 浙江蕭山鄭氏宗譜十二卷 藏地：美國 (清)鄭思孝等續修清成豐十年(860)木活字本 十二冊
- 浙江·蕭山鄭氏宗譜十二卷 藏地：中國國家圖書館 日本 美國 (清)鄭可宗等修清光緒二十二年(1896)永思堂活字本十二冊
- 桐城鄭氏宗譜卷 藏地：安徽圖書館(存卷1)清松茂堂刻本一冊
- 安徽桐城·桐西鄭氏宗譜卷 藏地：安徽圖書館(存卷首) (民國)鄭輔東修 1913年松茂堂刻本一冊
- 安徽懷甯·笃慶堂鄭氏續修宗譜三十六卷 藏地：安徽安慶市圖書館(存卷1—7 17、 18)清光二十五年(1845)木活字本
- 安徽懷甯·笃慶堂鄭氏重修宗譜 藏地：安徽安慶市圖書館木活字本
- 安徽懷甯·禮義堂鄭氏宗譜 藏地：安微安慶市圖書館(存卷首) (清)鄭繼周 鄭榮進等修清光緒三十三年(1907)木活字本
- 安徽貴池·鄭氏大成宗譜三十四卷首二卷 藏地：中國社會科學院歷史研究所圖書
- (清)鄭嶽士 鄭弘遇修纂清康熙三十九年(16妁)刻本 十六冊
- 安徽鄭氏宗譜一卷 藏地：安徽徽州地區博物館 明正德修 清重刻本一冊
- 福建連扛·馬鼻半山鄭氏族譜一卷 藏地：福建連江縣檔案館 (清)鄭大敬鄭秉幫等續修清宣統三年(1911)本
- 福建連江·溪東鄭氏族譜五卷 藏地：福建連江縣檔案館 (民國)鄧長錦 陳古榮等續修 1943年稿本
- 福建莆田·鄭氏大宗系不分卷 藏地：福建師範大學 (清)鄭風超編輯南明隆武間鈔本
- 福建莆田·南湖鄭氏族譜十四卷 藏地：福建師範大學 (清)鄭惠元纂清道光二十八年(1848)刊本
- 福建莆田·南湖鄭氏大宗譜四卷首一卷 藏地：福建師範大學 (清)鄭邵勉鄭時敏等重修清鈔本
- 福建莆田·南湖鄭氏族譜 藏地：北京大學福建省圖書館 福建師範大學
- (民國)南湖鄭氏修譜辦事處修 1949年鉛印本三冊
- 福建南安·石井本鄭氏宗族譜 藏地：中國歷史博物館 福建省圖書館福建師範大學 (明)鄭芝龍修明崇祯十三年(1640)修 1961年廈門市*博物館 籌備處據清道光十三年（1833）鄭鵬程鈔本翻印油印本
- 福建南安·鄭氏世代潛 藏地：台灣 (清)鄭叔仁修清鹹豐四年(J854)鈔本—冊
- 福建南安·石井本宗族譜 藏地：台灣 美國 (清)鄭名山等修清嘉慶六年(1801)修光緒二十一年(1895)重鈔本
- 福建南安·石井鄭氏本宗族譜一卷附僞冊底密奏 藏地：中國社會科學院歷史研究所圖書館
- (清)鄭名山纂修舊鈔本 一冊
- 福建南安·後山陂鄭氏族譜 藏地：台灣 (清)鄭維隆修 清光緒二十六年(19印)鈔本一冊
- 福建永春·桃源鄭氏族譜二卷 藏地：日本美國 (清)李呈輝李景炎等重修清乾隆四十八年(1783)刊本 二冊
- 福建永春·桃源鄭氏族譜三卷 藏地：美國 (清)陸錫熊等序清光緒十四年(1888)鈔本 三冊
- 福建永春·桃源鄭氏族譜 藏地：中國國家圖書館 (清)鄭錦和增輯清仁德堂鈔本一冊
- 福建永春·桃源鄭氏族譜不分卷地：上海圖書館鈔本 四冊
- 福建永春·桃源鄭氏族譜二卷 藏地：上海圖書館鈔本 二冊
- 福建·東山祥瑞堂鄭氏族譜 藏地：福建東山縣志辦 (民國)鄭伯後 鄭澤源等纂 1940年鈔本一冊
- 福建南靖·四城鄭氏家譜 藏地：台灣清光緒二十七年(1901)鈔本 一冊
- 福建·浦城鄭氏宗譜五卷 藏地：福建省圖書館 (清)鄭玉麟撰修清同治九年(1870)刻本 六冊
- 福建·浦城鄭氏宗譜六卷 藏地：福建省圖書館 (民國)鄭玉瞬等續修 1942年刻本六冊
- 福建上杭·滎陽堂鄭氏族譜 藏地：台灣 (清)鄭廷桦修清光緒十七年(1891)鈔本 一冊
- 江西萍鄉·萍南趙家源鄭氏族譜卷 藏地：江西省圖書館(存卷1)木活字本
- 江西·東裏鄭氏重修家譜一卷 藏地：江西檔案館
- 山東樂陵·鄭氏族譜 藏地：美國 (清)鄭固等序清道光十一年(1831)刊本一冊
- 山東日照·鄭氏家乘 藏地：山東日照市圖書館 (民國)鄭作惠修輯 1924年石印本
- 河南太康·鄭氏族譜七卷 藏地：河南太康縣檔案館 (民國)鄭重三纂 1935年鉛印本
- 河南·鄭氏宗譜附抑過軒主人年譜不分卷 藏地：中國國家圖書館 中央民族大學山西圖書館吉林大學東北師範大學 (民國)鄭值昌修 鄭裕孚述 1944年鉛印本一冊
- 湖北新洲·鄭氏宗譜二十六卷 藏地：湖北新洲縣潘塘鄉鄭樓村 (民國)鄭由三 鄭南山續修 1943年木刻本
- 湖北·沙市鄭氏族譜不分卷藏地；人民大學江西省圖書館一冊) (民國)鄭德耆修 1922年三秀堂石印本
- 湖北·通山鄭氏家譜八卷首卷 藏地：中國科學院圖書館 中國社會科學院歷史研究所圖書館 遼甯圖書館武漢市圖書館美國 (民國)鄭家清纂修 1921年翼經草堂活字本
- 湖北秭歸·鄭氏家譜世系錄卷 藏地：吉林大學 湖北秭歸縣龍口區 (民國)鄭萬瞻 鄭昌思續修 1915年鉛印本
- 湖南甯鄉·鄭姓三修族譜十八卷 藏地：湖南省圖書館(存卷111、17) (清)鄭梅生纂清光緒十一年(1885)活字本
- 湖南衡山·鄭氏五修族譜十六卷 藏地：中央民族大學 (清)鄭阜康編清光緒二十年(1894)滎陽堂活字本 十六冊
- 湖南桂陽·鄭氏宗譜不分卷 藏地：吉林大學 (清)鄭桐炳重修清光緒二十三年(1897)活字本 四冊
- 湖南藍山·鄭氏宗譜 藏地：湖南藍山縣檔案館一九四二年修
- 湖南益陽·鄭姓續修族譜二十二卷 藏地：湖南省圖書館(存卷15—18、21、 22) 清道光二十二年(1842)活字本
- 廣東潮陽·鄭氏受姓著代世系不分卷 藏地：廣東中山圖書館 (民國)鄭鳳超著鈔本 一冊
- 廣東中山·義門鄭氏家譜二十八卷 藏地：廣東中山圖書館 (清)鄭希橋 鄭藻如修清光緒十七年(1891)鉛印本 二十八冊
- 廣東中山·鄭雲西祖房譜牒四春 藏地：美國 (清)鄭朝舉等序清光緒二十一年(1895)鄭榮遠堂刊本四冊
- 廣東東莞·鄭大崖祖房譜春 藏地：美國(存卷3—8)清光緒二十一年(1895)青雲堂刻本 一冊
- 廣東·程鄉鄭姓歷代族譜 藏地：台灣 (清)鄭竺亭序清光緒十八年(1892)鈔本
- 四川泸縣·鄭氏族譜不分卷 藏地：四川省圖書館 (民國)鄭光中 鄭恺瑞纂修 1928年泸縣石印本 二冊
- 四川資中·鄭氏族譜二卷 藏地：四川省圖書館 (民國擲中武纂 1943年資中鄭氏石印兼排印本 二冊
- 四川·鄭氏宗譜一卷 藏地：四川儀隴縣檔案館鈔本
- 雲南晉甯·鄭和家譜考釋 藏地：北京師範大學 人民大學 中央民族大學吉林大學浙江圖書館福建省圖書館美國 (民國)李士厚著 1937年雲南崇文印書館鉛印本
- 雲南蒙自·富江西山鄭氏宗譜五卷 藏地：中國國家圖書館(存卷1—3、5) (明)鄭榮敬 鄭存經纂修明鈔本
- 滎陽鄭氏統宗譜不分卷 藏地：浙江圖書館 (明)鄭仲纂修明嘉靖九年(1530)鈔本一冊
- 鄭氏族譜不分卷 藏地：中國國家圖書館 (明)鄭光覺鄭晦纂修明隆慶元年(1567)鄭崇健鈔本
- 營蔭鄭氏家譜五卷 藏地：中國國家圖書館 (明)鄭周世 鄭繼世纂修明萬曆九年(1581)家刻本 一冊
- 滎陽鄭氏宗譜 藏地：曲阜師院 (明)鄭應鳴重錄明崇祯元年(1628)本二冊
- 岩鎮鄭氏遷出宗譜一卷 藏地：上海圖書館 (明)鄭冬老撰鈔本 一冊
- 科井鄭氏宗譜卷 藏地：福建仙遊縣檔案館 (清)鄭和重修清康熙二十年(1681)修鈔本星源
- 銀川·鄭氏宗譜六卷卷末一卷 藏地：中國國家圖書館 (清)鄭永彬等纂輯清乾隆四十年(1775)活字本 四冊
- 義門鄭氏宗譜 藏地：浙江圖書館 (清)鄭士祯編 清道光二十二年(1842)刻本 五冊
- 鄭氏宗譜三十六卷首二卷 藏地：中國國家圖書館 (清)鄭培先纂修清鹹豐十一年(1861)樵月齊活字本 三十八冊
- 瑞屏鄭氏宗譜三卷 藏地：中國國家圖書館 (清)鄭溱梁等重修 清光緒五年(1879)活字本二冊
- 鄭氏宗譜十八卷首一卷 藏地：中國國家圖書館 (清)鄭尚宏等重修清光緒二十八年(1902)活字本 十冊
- 鄭氏傳家簿 藏地：台灣清光緒二十八年(1903)鈔本鄭氏宗譜六卷 藏地：中國國家圖書館
- (清)鄭賢惠等修清宣統三年(1911)雍睦堂活字本 六冊
- 續修白華鄭氏宗譜 藏地：安徽徽州地區博物館 (存八卷末一卷)清末刻本
- 鄭氏宗譜不分卷 藏地：湖南省圖書館清鈔本
- 尊陽鄭氏族譜十二卷 藏地：中國國家圖書館 杭州大學 (民國)鄭先貞等續修 1918年活字本 十二冊
- 鄭氏宗譜一卷 藏地：四川儀隴縣檔案館 1927年鈔本五部
- 鄭氏宗譜六卷首一卷 藏地：浙江圖書館 (民國)王召棠修纂 1929年木活字本 四冊
- 鄭氏宗譜不分卷 藏地：吉林大學 (民國)鄭繼 續修 1939年活字本 九冊
- 增修鄭氏族譜卷 藏地：四川省圖書館(存卷6—9)民國刻本 一冊
- 鄭氏二修族譜不分卷 藏地：四川省圖書館(存一冊)民國石印本
- 鄭氏族譜 藏地：美國鄭來祿等纂寫本 一冊
- 鄭氏族譜 藏地：美國寫本 一冊
- 鄭氏族譜一卷 藏地：廣東潮陽縣博物館 鄭午樓主修

### 字辈（昭穆）

#### 閩南
- 福建省泉州府武榮綱洲：＂文章華國，詩禮傳家，學成曰士，德進謂儒。
- 福建省泉州府泉安石井派：＂越明別食、作則天子，惟君萬邦，百官承色。

世昌，伯仲慈和敦禮義，蘭桂騰芳立綱常。繼志鳳規千載永，崇功尊訓重年香，子孫蔚啟明廷上，文武經邦有滎陽。
- 福建省泉州府惠安縣鳳山東堡村：興隆知祖德，顯達念君恩，佐國登台輔，通經訓子孫，至仁天式眷，大孝本能敦，萬世詒謀遠，光茲積善門。(鳳山鄭丁煌提供)
- 福建省泉州府惠安縣小蔗鄉：興隆知祖德，顯達念君恩，復同同一派，攀登陟龍門。
- 福建省泉州府同安縣銀同派：興仕世必尚，登顯榮祖宗。存積德孫子，振家聲風松。
- 福建省泉州府同安縣浯江派：光國崇文德，安邦建武功，紹先雄繼志，勛業際昌隆。
- 福建省泉州府同安縣感化里石澳石獅鄉：＂維弘子甫德舜欽，明恭允天開文運，云收遠岫千山雨，雪映斜陽萬里光。
- 福建省泉州府同安縣積善里明盛鄉白昆陽堡栖柵社金嶝田墘：村經瑞寶履良兼，貴嗣尚世宗振撞，君朝子克繼濟美，桂蘭呈芳耀德光。箕裘肯紹迎百福。燕翼貽謀集千倉，昭穆次序門高大，詩禮傳家永成通。
- 福建省泉州府惠安縣葵坑開基：錢比發祥甚攸長宗家芝秀奕
- 福建省泉州府安溪縣積德鄉新康里上林東高庄侖：煌徵觀先祖基，敬顯受恩怡，仰奉丹書賜，芳聲遠代期。 
  - 表字：榮華耀彩照古今，蔚起英豪應瑞時，克紹葆封光世德，聯科發甲步天地。
- 福建省永春州東門外河溝乾灰埕厝：常文恆洪思喬啟榮振，日宣爾美奕世慶綏猷。
- 福建省漳州府府城：文長詩簡鎮邊疆，永配乾坤自天然，義方教子須當德，富貴榮華樂萬年。
- 福建省漳州府海澄派：祭用蒸嘗仰酬祖德，禮循昭穆克序人倫，文章綿世澤，家國慶綏安。
- 福建省漳州府永定縣文吾公派：文思福魁殿，有德振家昌，紹述書香遠，宗傳禮教長，忠良維國統，道義佐朝章，繼序依前烈，從知奕世芳。
- 福建省漳州府金浦派：朝国真云道，伯子仲正思，肃立宏文邦，世启奕茂上，昌端修学可，则建相名宜，兴承继迎新，命敦仁树高基。
- 福建省廈門市集美區[鶴浦] :＂開宗肅伯朝，德臺昌履鼎，晉觀大家方，彥士正用廷，文光昭奕世，禮法振宏名，纘緒千秋業，延綿慶顯榮。

#### 粵東
- 廣東省肇庆郑氏（祖籍福建）： 克骄梦家庭，国泰朝圣君，天和仕德显，全心承祖武，立志定家邦。
- 廣東省潮陽神山祠：＂朝錫照艮，際會永康，宗華和慶，蔚為國光，瓚乃成烈，克衍家祥，宜爾之子，奕世垂芳。
- 廣東省嘉應州鎮平縣三圳墟馬會上：＂錦（廿五世）生國政振朝綱，忠孝賢良孝思長，蘭桂騰芳千載盛，延綿世代慶繁昌。
- 廣東省陸丰縣大安墟方角都棋南鄉：武文芳金彰成德，景賢泉源宗世隆，祖傳榮發新棟接，標連玉奕志修云。
- 廣東省陸丰縣后鑒始祖其忠（啟齋）公派：其崇允文景宗一子，君國士學廷懷承璽，世業克昌式昭德美，戴顯英猷今明永紀。＂
- 廣東省陸豐縣南塘洞浦（潭頭）始祖竹友公（即典載公）派（祖籍福建）:竹泛懷寬,果東達聲,君子廷宏,永繼敦太,開衍維茂,允吉承平,瑤璋煥炳,景豫亮貞,芳麗香吏,純良奕賡,文武薈蔚,士庶滋榮,展志希俊,會偉卒英,普頌美言,廣欣昭明,宣揚裕順,彰紀通亨,炫光耀彩,佩瓚垂衡,輝如祥瑞,欽若玉銘,紹緒言遙,克昌其統,斯作有度.

#### 山东
- 山东省新泰市与蒙阴县：大化作曰步 慶慕可承昌 方秉遵建際 恒興登存良 新汶傳繼世 東明照乾祥 春海金玉寶 忠信仁德長 禮儀廉同智 學孝廣泰和 勤為富貴源 永久盛茂榮
- 山东省潍坊市：福知元文义，大士(世)永启思，国祖肇基长发祥,春秋授业昌平香。历代汉帝推通德，笑异明庭族善良。
- 山东省滨州市：开道元良万世昌，恭逢际会禧平康，仰承先业在纲常，英贤继起有辉光。
- 山东省威海市：同 登 新 福 家 广 显 再 开 大 龙 启 诗 汉 章 阔 向 晋 墨 林 英 贤 凡 兴 世 忠 良 保 国 邦
- 山东省聊城市：开启泗守经光子淮元廷玄秉公文汝良尚承—大德宗希孔清朝继九卿英贤端茂盛俊伟协思纶
- 山东省烟台市：岳炳天地利，碧文首在诗；秦以国事栋，言只仕昌朝；光宗恩惠大，泽赞仁孝良；富贵召长发，贤贫照永方。
- 山东省淄博市：遂，惟，贵，良，夫，克。明，德，宗，孔，与，孟，立，世，则，有，子，希，文，永，孝，恩思，朝，邦，大，用，允，公，伯。
- 山东省日照市：永思显世阳天时加启应纪列云新合连枝笃友如
- 山东省济南市章丘：东开治现 应尔震许 本在一恒
- 山东省泰安市:玉金继德传祥家室衍昌
- 山东省莱芜市：增丞庆佰士辉鳯珍厚裕佳兴
- 山东省东营市：理发文章永保加帮怀仁守义
- 山东省菏泽市：丙艮克少大化光召后丛宪
- 山东省新泰市：永茂希成金，兴贤绪乃兆。
- 山东省临沂市：待补充。
- 山东省临邑县：新传衍廷景 淑秀庆希天。
- 山东省沂源县（明初从山西-河北枣强-山东安丘-山东沂源）（17世以后）：立志建功 作述继成 乐善贵德 万事永兴
- 山东省巨野县和微山县鲁桥镇郑埝村（来自南京，郑彦武为一世祖）：彦从天召化、荣国奇淑仰、永光守克业、景忠启和祥。
- 山东省微山县鲁桥镇郑家念：勇广守克业，景忠启（爱）和祥。（与滕州界河同支）
- 山东省微山县郑家岩：新兴奉连守 德中和玉生
- 山东省梁山县：继从绪昌召明培
- 山东省阳谷县：靖学怀 崇纪昌召 明培绍隆

#### 中国大陆其他地区
- 安徽合肥：堂寶慶華，宗祖潔露，雲雨卿九，藍國俊步，家守成章，永傳恩澤，有光先德，萬世開昌。
- 江苏灌南：祺迎庭恒，保志佩举'。（苏州郑保太提供）
- 浙江浦江義門鄭氏，歷史上曾用：爾若遵祖訓，興隆定可期，修齊能善繼，垂裕自咸宜
- 湖南邵阳新宁县:「…光宗耀祖,大德维良…」
- 湖南澧縣派：「友大中上之應啟。」之後再接「興家世永遠、承祖士維先，積德開文運、傳道在後賢、經邦重英才、學術裕其本，培元澤正長、億萬發輝彩。」(台灣鄭維雄提供)
- 湖北石首江陵：青州世德啟文明，孝友貽謀祖澤新，繼序能紹先代志，定于孫子卜繩振。
- 湖北安陆李店: 学问继先贤，家声永远传
- 湖北孝感郑家畈始祖潮海公（明朝初年由江西麻城迁徙至此）：“正大中和，作为式谷，佑启仁圣，长延景福，有仕必贤，德建名立，治国安邦，千祥云集”（孝感郑灿提供）
- 重庆开县派：「诗书礼乐光，文臣定家邦。」

#### 臺灣
- 永春桃源（渡台）：水木相濟，偉業必成。
- 新北市鄭銘登先生提供：初可必克承，孫烈有明徵，寸晷堪為璧，千尋任爾登。
- 新北市鄭日新先生提供：家光德業，永世克昌，詩禮敦志，早蜜顯揚。
- 新北市鄭彬輝先生提供：允子得孫，伯仲叔季，永世克孝，家修庭對，保錫景福，萬有千歲。
- 新竹鄭松泉先生提供：白明作則，天子維君，萬邦百官成式。
- 苑里鄭應山先生及台北市鄭澤生先生提供：＂開宗叔伯朝，德台昌履鼎，晉觀大家風，彥士正揚延，文光昭奕世，禮法振宏名，纘緒千秋業，延綿慶顯榮。
- 台北縣 八里鄉 鄭文記 (鶴浦,1835年渡台):＂開宗肅伯朝，德臺昌履鼎，晉觀大家方，彥士正用廷，文光昭奕世，禮法振宏名，纘緒千秋業，延綿慶顯榮。
- 新北市鄭猷勳先生提供（泉州府永春州城東門外大窟墘渡台）：＂日振宣爾美，奕世慶綏猷，秉國多良相，傳家有名賢，宗昌宜繩武，簪纓億萬年。
- 桃園市鄭仙賢先生提供:梅曰元萬宗景開 乾坤廷揚奕仙才 爾其永世相榮耀 遠紹書香在育培
- 新北市鄭昭治先生提供：(1)存心榮祖宜志登朝宗元士友啟克如新藍玉昭世德珠樹振文彬

```
                      (2)存心榮祖宣登朝宗元士友啟克如新藍玉昭世德珠樹振文彬
```

- 屏東縣鄭力彬先生提供：白明作則，天子維君，萬邦百官成式，家修庭對，保錫景福，萬有千歲。

## 韩国鄭姓
鄭姓在朝鮮半島是一個常見的姓氏，分別屬於約60多個常見本貫。根據大韓民國在1985年所作的人口統計調查，當時在全韓國總共有422,246戶1,780,734名姓鄭的居民；到2000年，總共有626,265戶2,010,117名。

### 著名的始祖
- 東萊鄭氏︰鄭繪文
- 慶州鄭氏︰鄭珍厚
- 晉州鄭氏，晉陽鄭氏︰鄭藝，鄭莊，鄭子友，鄭櫶，鄭和
- 延日鄭氏︰鄭宗殷
- 河東鄭氏︰鄭道正

### 主要本貫
- 東萊鄭氏（동래 정씨）
- 慶州鄭氏（경주 정씨）
- 晋州鄭氏（진주 정씨），晋陽鄭氏（진양 정씨）
- 延日鄭氏（연일 정씨）
- 河東鄭氏（하동 정씨）
- 迎日鄭氏（영일 정씨）
- 羅州鄭氏（나주 정씨）
- 草溪鄭氏（초계 정씨）
- 淸州鄭氏（청주 정씨）
- 海州鄭氏（해주 정씨）
- 烏川鄭氏（오천 정씨）
- 溫陽鄭氏（온양 정씨）
- 奉化鄭氏（봉화 정씨）
- 江陵鄭氏（강릉 정씨）
- 瑞山鄭氏（서산 정씨）
- 光州鄭氏（광주 정씨）
- 靈光鄭氏（영광 정씨）
- 昌原鄭氏（창원 정씨）
- 全州鄭氏（전주 정씨）
- 錦城鄭氏（금성 정씨）
- 光山鄭氏（광산 정씨）
- 咸平鄭氏（함평 정씨）
- 靈城鄭氏（영성 정씨）
- 進永鄭氏（진영 정씨）
- 康津鄭氏（강진 정씨）
- 靑山鄭氏（청산 정씨）
- 東海鄭氏（동해 정씨）
- 寧越鄭氏（영월 정씨）
- 居昌鄭氏（거창 정씨）
- 貞州鄭氏（정주 정씨）
- 長鬐鄭氏（장기 정씨）
- 京畿鄭氏（경기 정씨）
- 固城鄭氏（고성 정씨）
- 崔誡鄭氏（최계 정씨）
- 公州鄭氏（공주 정씨）
- 金海鄭氏（김해 정씨）
- 密楊鄭氏（밀양 정씨）
- 旌善鄭氏（정선 정씨）
- 八莒鄭氏（팔계 정씨）
- 安東鄭氏（안동 정씨）
- 高靈鄭氏（고령 정씨）
- 公山鄭氏（공산 정씨）
- 潭陽鄭氏（담양 정씨）
- 仁同鄭氏（인동 정씨）
- 延安鄭氏（연안 정씨）
- 峽川鄭氏（합천 정씨）
- 野城鄭氏（야성 정씨）
- 南原鄭氏（남원 정씨）
- 崑陽鄭氏（곤양 정씨）
- 蓬萊鄭氏（봉래 정씨）
- 開城鄭氏（개성 정씨）
- 月城鄭氏（월성 정씨）
- 盈德鄭氏（영덕 정씨）
- 慶南鄭氏（경남 정씨）
- 南陽鄭氏（남양 정씨）
- 忠州鄭氏（충주 정씨）
- 海南鄭氏（해남 정씨）
- 求禮鄭氏（구례 정씨）
- 豊基鄭氏（풍기 정씨）
- 漢陽鄭氏（한양 정씨）
- 咸陽鄭氏（함양 정씨）
- 瑯琊鄭氏（낭야 정씨）
- 永川鄭氏（영천 정씨）
- 沃川鄭氏（옥천 정씨）
- 金浦鄭氏（김포 정씨）

## 泰國鄭姓

### 著名的始祖
- 鄭鏞：郑昭之父。出身于清朝廣東省澄海华富里，清雍正年间南渡暹罗經商，居大城府，娶暹罗人诺央為妻，生一子郑昭。
- 郑昭：（1734年4月17日－1782年4月7日），又名郑信、鄭國英，澄海人，出生于大城府。曾任泰國大城王朝的來興府副府尹，後建吞武里王朝首位華裔君主。

## 鄭氏政權
- 郑国
- 大长和
- 郑主
- 明鄭
- 吞武里王朝
- 却克里王朝

## 外部連結
[在维基数据编辑]
 《百家姓》
 《欽定古今圖書集成·明倫彙編·氏族典·鄭姓部》，出自陈梦雷《古今圖書集成》
- 世界鄭氏网
- 滎陽市人民政府世界鄭氏聯誼中心 （页面存档备份，存于）
- 台灣新竹縣鄭家祠堂
- 鄭姓繁體字簡介